# باربرا لونا
باربرا لونا (بالإسبانية: Barbara Luna)‏ هي مغنية أرجنتينية، ولدت في القرن العشرين في Roque Pérez ‏ في الأرجنتين.

## وصلات خارجية
- الموقع الرسمي
- باربرا لونا على موقع ميوزك برينز (الإنجليزية)
- باربرا لونا على موقع أول ميوزيك (الإنجليزية)
- باربرا لونا على موقع ديسكوغز (الإنجليزية)